# The Cure (1995)
The Cure (Brasil: A Cura ) é um filme norte-americano de 1995, do gênero drama histórico e comédia dramática, dirigido por Peter Horton e com roteiro de Robert Kuhn.

## Enredo
Situado numa pequena cidade de Stillwater, Minnesota, Erik é um adolescente solitário com uma mãe negligente e egoísta, Gail. Dexter, que contraiu AIDS através de uma transfusão de sangue, é vizinho de Erik. Inicialmente, Erik é posto fora por Dexter, mas os dois logo se tornam amigos apesar de suas diferenças. Erik procura uma família em Dexter e sua mãe, Linda, devido à sua relação tensa com Gail, mantém a amizade em segredo para ela, sabendo que ela não vai aprovar. Gail descobre a amizade depois de uma noite que Linda vem perguntar sobre algo que Erik deu para Dexter comer em busca de uma cura natural para a sua doença. Ela fica furiosa e avisa para Linda manter Dexter longe, mas Linda ressente-se e se recusa a ouvir e incentiva a amizade. Quando os meninos lêem um artigo em um tablóide sobre um médico na distante Nova Orleans que afirma ter encontrado uma cura para AIDS, eles vão por conta própria pelo Rio Mississippi na esperança de encontrar um meio de salvar a vida de Dexter.
Inicialmente, os meninos vão descendo o rio num barco com um bando de degenerados, mas eventualmente, roubam seu dinheiro (como eles nunca foram bem tratados pelo grupo) e tentam pegar carona no resto do caminho. Quando os barqueiros descobrem que seu dinheiro foi roubado, eles localizam as crianças em uma estação de ônibus e perségui-los até chegarem a um beco sem saída em um edifício abandonado. Erik mostra um canivete, fazendo com que um dos homens mostre uma faca. Dexter de repente agarra a faca de Erik e corta a mão fazendo a si mesmo sangrar. Ele ameaça o barqueiro com seu sangue, dizendo que ele tem AIDS e poderia facilmente transferir a doença para ele (o barqueiro tem feridas abertas em seu braço, como resultado de um ferimento recebido quando perseguia os meninos). Dexter então persegue os barqueiros para fora, ameaçando-os com a mão sangrando. Uma vez que os dois homens se foram, Dexter percebe que ele tem feito em expor diretamente seu sangue para o ambiente exterior. De repente, ele se sente doente, então Erik ajuda escoltá-lo de volta para a estação de ônibus. Percebendo que sua viagem deve terminar, já que Dexter está a ser tratado, Erik chama Linda para pegá-los quando eles chegarem num ônibus em Stillwater.
Uma vez que eles retornam, Dexter passa o resto de seu tempo no hospital. Erik permanece com Linda, pois sabe que Gail vai estar com raiva e não vai deixá-lo visitar Dexter no hospital. Dexter e Erik brincam com três médicos, fazendo-os pensar que Dexter está morto. Mas quando o terceiro médico chega para ver ele, Dexter está realmente morto. Durante a condução de Erik à casa, Linda percebe uma mãe segurando a criança enquanto atravessava a rua. Com a criança que serve como um lembrete de Dexter, ela puxa Erik e começa a chorar. Erik pede desculpas a ela, dizendo que ele deveria ter procurado melhor uma cura. Linda, surpresa com seu comentário, abraça Erik, explicando que ele era a coisa mais feliz na vida difícil de Dexter. Após a chegada em casa, eles são confrontados por Gail que está furiosa. Quando Gail começa a bater em Erik, Linda rapidamente intervém e pede para conversar com ela em particular. Uma vez dentro da casa de Linda, a raiva de Gail torna-se em vão quando Linda empurra ela contra a porta e com raiva e lágrimas nos olhos diz a ela sobre a morte de Dexter e que Erik está indo para o funeral. Ela termina ameaçando matar Gail se ela bater em Erik novamente. No funeral, Erik coloca um de seus sapatos no caixão e leva um de Dexter deixando navegar pelo rio (como no início da viagem quando Dexter estava tendo pesadelos, Erik disse para Dexter manter um dos seus tênis como um lembrete de que ele está sempre ao seu lado). Desta forma, os sapatos representam as almas dos meninos e sua vontade de viver.

## Elenco
- Brad Renfro .... Erik
- Joseph Mazzello .... Dexter
- Diana Scarwid .... Gail
- Annabella Sciorra .... Linda
- Aeryk Egan .... Tyler
- Nicky Katt .... Pony
- Renee Humphrey .... Angle
- Delphine French .... Namorada de Tyler
- Craig Gierl .... Jim
- Renée Humphrey .... Angle
- Andrew Broder .... amigo de Tyler #1
- Jeremy Howard .... amigo de Tyler #2
- Laurie A. Sinclair .... Cheryl
- Bruce Davison .... Dr. Stevens

## Produção

### Início
A campanha para o trabalho The Cure começou assim que o roteiro passou a ser negociado – dois anos antes do lançamento. Incialmente, poucos ficaram muito entusiasmados, mas a maioria gostou. A produção de Steven Spielberg, mostrou interesse em comprá-lo, mas queria alterações no roteiro e acabou saindo do projeto. Sydney Pollack também recusou. Quando o preço do roteiro subiu para US$ 1 milhão, foi atendido pelo produtor Eric Eisner. Eisner primeiramente escolheu o diretor Martin Brest, que recusou, pois estava preocupado sobre como obter as performances de atores mirins.
O orçamento total do filme seria de mais de 20 milhões, mas quando a Universal – que tinha assinado para lançar o filme – mostrou-se tensa devido a ausência de um diretor conhecido no filme, Eisner contratou Peter Horton e cortou o orçamento pela metade – tornando um filme de baixo orçamento. Com isso, ele esperava por uma estrela para impulsionar a bilheteria e insistiu a sua ex-esposa Michelle Pfeiffer, e a atriz Meg Ryan para participar, mas ambas recusaram. Horton ficou receoso em trabalhar com crianças, pois ele acha que atuar em filmes não é um lugar para jovens.
Alguns leitores dos escritórios dos agentes reclamaram da irresponsabilidade do roteiro em seu tratamento da homossexualidade. Um deles recusou negociá-lo, chamando de "homofóbico". Em exemplo, os valentões da vizinhança insultam Dexter, chamando de "bicha" e ao decorrer do filme faltam personagens gays substanciais para neutralizar os insultos. O persongem Jerry, um enfermeiro que aparece no final do filme foi colocado para tentar amenizar o problema. Em análise sobre o personagem, Jess Cagle disse: "a homossexualidade de Jerry é aparente apenas numa ligeira parte do desempenho de Peter Moore. O resultado é um personagem efeminado que é na melhor das hipóteses, secretamente gay; na pior das hipóteses, um estereótipo ofensivo."

### Gravações

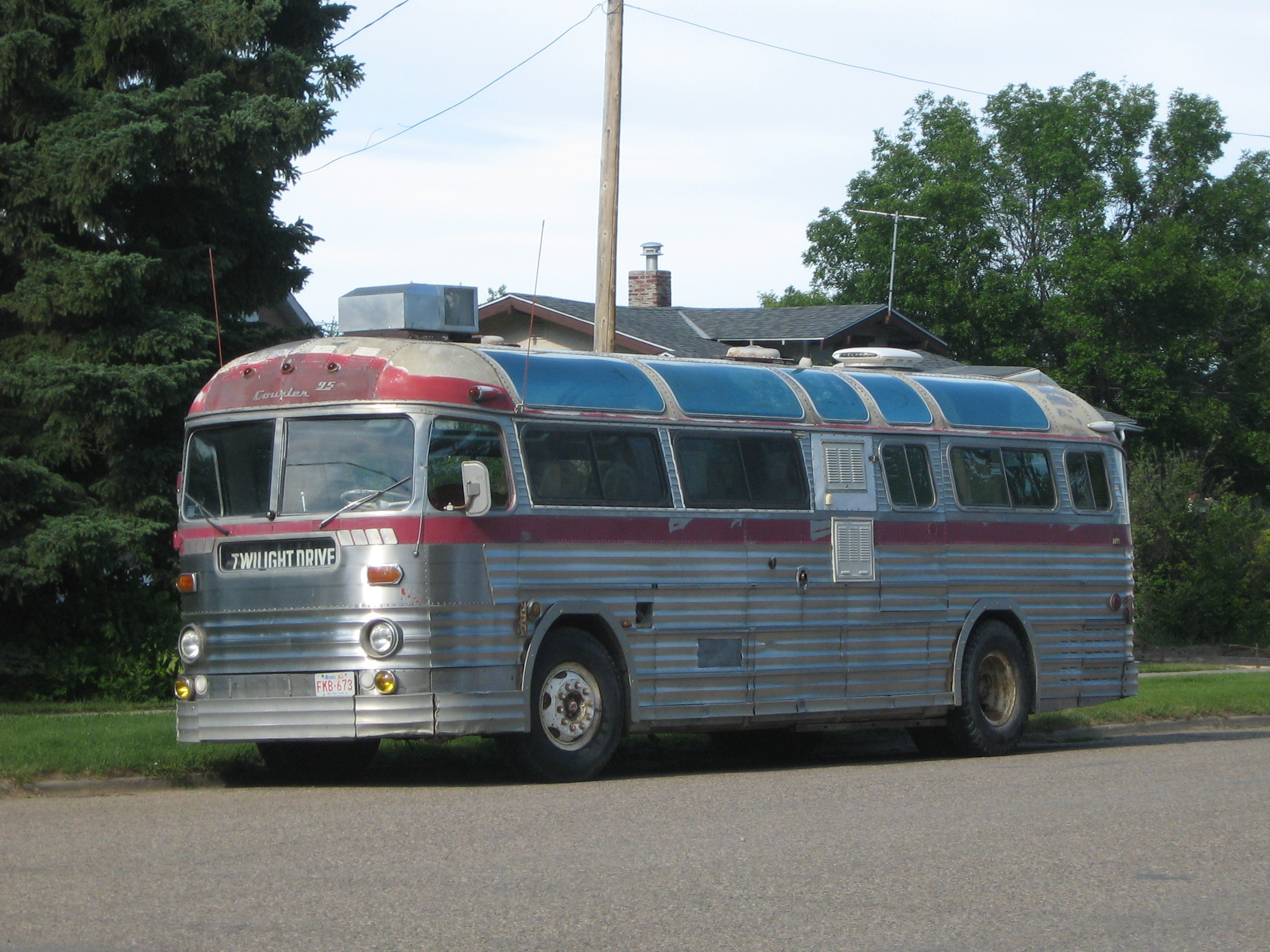
Um ônibus Courier 95 Skyview, da empresa de transporte Greyhound Lines. É semelhante ao usado nas gravações de uma das cenas finais do filme.

Devido as restrições de leis de trabalho infantil, Horton colocou os atores para preencher os espaços em branco e manter o filme dentro do cronograma. As filmagens foram realizadas em duas casas em Stillwater, no General Store e o posto de gasolina que fica em Marine on St. Croix, Washington County no estado do Minnesota. Em St. Croix River e Minnehaha Creek, membros da tripulação muitas vezes ficaram com as pernas manchadas devido as sanguessugas.
Annabella Sciorra, recebeu conselhos para sua atuação como a mãe de um menino doente, através de um amigo que estava cuidando de outra pessoa que estava doente na época. Horton ajudou Joseph Mazzello (com 11 anos na época) que tinha medo para encontrar seu personagem, e deu para Brad Renfro (12 anos) liberdade para agir por instinto. A atriz e professora de atuação neerlandesa Nina Foch foi a consultora para o diretor. Sobre a reclamação que o diretor recebeu por ter poupado o garoto de morrer dos estragos físicos da doença, ele dise, "O mundo da AIDS não é político", "Trata-se de seres humanos que ficam doentes."

## Recepção

### Crítica
No agregador de críticas Rotten Tomatoes, na pontuação onde a equipe do site categoriza as opiniões da grande mídia e da mídia independente apenas como positivas ou negativas, tem um índice de aprovação de 45% calculado com base em 11 comentários dos críticos. Por comparação, com as mesmas opiniões sendo calculadas usando uma média aritmética ponderada, a nota alcançada é 5,5/10.
Em análise para a Entertainment Weekly, 
Lisa Schwarzbaum disse que "Mazzello é naturalmente cativante e Renfro especialmente, é um jovem ator notavelmente instintivo. [...] O que nos faz chorar não é que Dexter tem AIDS, mas que Dexter e Erik tem um ao outro, até que a morte os separe. É um feito ímpar para criar uma história dramática que nos leva às lágrimas mesmo sem se preocupar com a AIDS. The Cure conseguiu esse milagre."
Do Austin Chronicle, Joey O'Bryan disse que "existem alguns momentos bons, eficazes em The Cure, mas com demasiada frequência há lapsos no filme [...] No final, as boas intenções do filme são raramente realizadas e a boa mensagem deste filme para a família (crianças com AIDS são pessoas também!) é infelizmente entregue com um leve sopro de homofobia. Em seguida, subtrai outra metade da estrela para a colocação absurda de produtos Butterfinger na sua cara e o que você tem à esquerda é uma competência deliberada, alto conceitual, entretenimento familiar, história coming-of-age, com uma lágrima puxada da AIDS que ocasionalmente funciona como um barra de doces comercial." No Chicago Sun-Times, Roger Ebert disse que "há várias passagens que são muito comoventes. [...] Eu fiquei descarrilado pela bobagens e pela convicção do filme que é engraçado para lidar com piadas sobre a morte."
Na Variety, Leonard Klady disse que o filme "é repleto de anedota que impulsiona a história para sua conclusão inevitável. Mas o enredo totalmente absurdo se transforma ao decolar e o filme nunca se recupera uma vez que os dois meninos decidem remar para baixo do [Rio] Mississippi". No The New York Times, Stephen Holden disse que "embora o filme lança-se diligentemente em um nível mais elevado do que o típico filme de doença-da-semana na televisão, ocasionalmente tem lapsos no sentimentalismo. E a sua imagem dos estragos da AIDS é muito amolecida, sendo reduzida a sintomas de fraqueza, febre ocasional e alguns ataques de tosse leve."

### Lançamento
O filme foi lançado em 832 cinemas nos Estados Unidos. Na primeira semana ocupou o décimo terceiro lugar nas bilheterias, arrecadando US$ 1 206 415, 47% do orçamento. O lançamento em DVD ocorreu em 23 de novembro de 2004.

## Classificação
A empresa norte-americana Motion Picture Association of America classificou com PG-13 (com orientação dos pais ou impróprio para menores de 13 anos), por conter elementos emocionais temáticos e situações sexuais "sugeridas". A versão em DVD e a transmitida pela Rede Globo foram editadas, recebendo do Sistema de Classificação Indicativa Brasileiro a notificação livre para todos os públicos.

## Música
A trilha sonora original do filme foi composta por Dave Grusin e lançada em CD pela GRP Records no mesmo ano do filme. Tommy Morgan contribuiu com a harmonia musical. Michael Fisher trabalhou com a percussão. Os instrumentos utilizados na banda marcial da trilha são: piano, baixo elétrico, guitarra acústica, guitarra elétrica, sintetizador e flauta alto. A canção chamada "My Great Escape", foi escrita e realizada por Marc Cohn. No entanto, essa canção nunca foi lançada em qualquer meio de comunicação fora deste filme.
Em análise para o Artist Direct, Rovi Jason Ankeny disse: "As cordas suaves da música e os instrumentos de sopro brincalhões docemente capturam a inocência da infância sem tráfico de sentimentalismo. O dom incomum de Grusin para evocar momentos particulares no lugar e tempo, é bem utilizado aqui enquanto ele sem esforço captura o esplendor pastoral de verão no extremo sul. Mais importante, ele trata o assunto do filme [...] com moderação admirável, evitando sacarina em favor de puxar luz do coração, melodias orgânicas que celebram a vida em vez de lamentar a sua perda." Com os elogios da crítica, a trilha sonora foi indicada na categoria melhor composição instrumental escrita para filme ou telefilme no Grammy Awards de 1996.

### Lista de faixas
A fotografia do álbum foi feita por Vivian Zink. Ainda não está disponível para download digital no iTunes ou Amazon.
1. First Visit 1:52
2. Battleship 1:20
3. Shopping Cart Ride 1:20
4. "Soon As They Find A Cure..." 1:52
5. Candy Montage 1:33
6. Gathering Leaves 2:12
7. Bedtime/Big Changes 2:54
8. Mississippi Montage 2:07
9. "Make Mine A T-Bone" 1:34
10. A Million Light Years 3:17
11. Found Money 2:13
12. Chase & Confrontation 2:46
13. Going Home 2:59
14. "We Call It A Miracle" 1:56
15. Rain/Realization 1:41
16. Requiem 3:25
17. Last Visit 2:17
18. Down The River/End Credits 5:30[20]

## Prêmios
| Ano  | Prêmio              | Categoria - Indicado                                                                                                | Resultado |
| ---- | ------------------- | --- | --------- |
| 1995 | Cinekid             | Peter Horton | Venceu    |
| 1995 | YoungStar Awards    | Melhor performance de um ator jovem filme drama - Brad Renfro                                                       | Venceu    |
| 1996 | Grammy Awards       | Melhor composição instrumental escrita para filme ou telefilme - Dave Grusin pela trilha sonora do filme "The Cure" | Indicado  |
| 1996 | Young Artist Awards | Melhor drama familiar dramático                                                                                     | Indicado  |
| 1996 | Young Artist Awards | Melhor elenco composto por atores jovens - Joseph Mazzello e Brad Renfro                                            | Indicado  |